# Lijst van nummer 1-hits in Australië in 1998
Deze hits stonden in 1998 op nummer 1 in de ARIA Charts, de bekendste hitlijst in Australië.
| Datum        | Artiest                   | Titel                        |
| ------------ | ------------------------- | ---------------------------- |
| 4 januari    | Aqua                      | Doctor Jones                 |
| 11 januari   | Aqua                      | Doctor Jones                 |
| 18 januari   | Aqua                      | Doctor Jones                 |
| 25 januari   | Aqua                      | Doctor Jones                 |
| 1 februari   | Aqua                      | Doctor Jones                 |
| 8 februari   | Aqua                      | Doctor Jones                 |
| 15 februari  | Céline Dion               | My Heart Will Go On          |
| 22 februari  | Céline Dion               | My Heart Will Go On          |
| 1 maart      | Céline Dion               | My Heart Will Go On          |
| 8 maart      | Céline Dion               | My Heart Will Go On          |
| 15 maart     | Run-D.M.C. & Jason Nevins | It's Like That               |
| 22 maart     | All Saints                | Never Ever                   |
| 29 maart     | All Saints                | Never Ever                   |
| 5 april      | All Saints                | Never Ever                   |
| 12 april     | All Saints                | Never Ever                   |
| 19 april     | All Saints                | Never Ever                   |
| 26 april     | All Saints                | Never Ever                   |
| 3 mei        | All Saints                | Never Ever                   |
| 10 mei       | Shania Twain              | You're Still the One         |
| 17 mei       | Shania Twain              | You're Still the One         |
| 24 mei       | Shania Twain              | You're Still the One         |
| 31 mei       | Shania Twain              | You're Still the One         |
| 7 juni       | Steps                     | 5,6,7,8                      |
| 14 juni      | K-Ci & Jojo               | All My Life                  |
| 21 juni      | Ricky Martin              | The Cup of Life / Maria      |
| 28 juni      | Ricky Martin              | The Cup of Life / Maria      |
| 5 juli       | Ricky Martin              | The Cup of Life / Maria      |
| 12 juli      | Ricky Martin              | The Cup of Life / Maria      |
| 19 juli      | Ricky Martin              | The Cup of Life / Maria      |
| 26 juli      | Ricky Martin              | The Cup of Life / Maria      |
| 2 augustus   | Goo Goo Dolls             | Iris                         |
| 9 augustus   | Goo Goo Dolls             | Iris                         |
| 16 augustus  | Goo Goo Dolls             | Iris                         |
| 23 augustus  | Goo Goo Dolls             | Iris                         |
| 30 augustus  | Goo Goo Dolls             | Iris                         |
| 6 september  | Lighthouse Family         | High                         |
| 13 september | Aerosmith                 | I Don't Want to Miss a Thing |
| 20 september | Aerosmith                 | I Don't Want to Miss a Thing |
| 27 september | Aerosmith                 | I Don't Want to Miss a Thing |
| 4 oktober    | Aerosmith                 | I Don't Want to Miss a Thing |
| 11 oktober   | Aerosmith                 | I Don't Want to Miss a Thing |
| 18 oktober   | Aerosmith                 | I Don't Want to Miss a Thing |
| 25 oktober   | Aerosmith                 | I Don't Want to Miss a Thing |
| 1 november   | Aerosmith                 | I Don't Want to Miss a Thing |
| 8 november   | Aerosmith                 | I Don't Want to Miss a Thing |
| 15 november  | B*Witched                 | Rollercoaster                |
| 22 november  | B*Witched                 | Rollercoaster                |
| 29 november  | Jennifer Paige            | Crush                        |
| 6 december   | Jennifer Paige            | Crush                        |
| 13 december  | The Offspring             | Pretty Fly (for a White Guy) |
| 20 december  | The Offspring             | Pretty Fly (for a White Guy) |
| 27 december  | The Offspring             | Pretty Fly (for a White Guy) |